# Spigelia kuhlmannii
Spigelia kuhlmannii är en tvåhjärtbladig växtart som beskrevs av E.F.Guimaraes och J.Fontella-pereira. Spigelia kuhlmannii ingår i släktet Spigelia och familjen Loganiaceae. Inga underarter finns listade i Catalogue of Life.